# Армия (газета)
«Армия» — военно-народная газета, издававшаяся в Санкт-Петербурге, с 15 октября 1906 года два раза в месяц, а с 1 января 1907 года — еженедельно.

## История
Редактором-издателем её подписывался Георгий Лавров. Выходила в формате малого газетного листа; в каждом номере были руководящие статьи, ряд заметок на «злобы дня», небольшие военно-бытовые, военно-исторические или военно-технические статьи, беллетристический фельетон (рассказы А. Васильковского, А. Седого и других), военная и общая хроника. Видных военных писателей в «Армии» не участвовало, серьёзного значения она не имела, успеха и распространения не достигла и, несмотря на правительственную субсидию и низкую подписную цену (два рубля в год), к концу 1907 года прекратила своё существование, 29 декабря вышел последний номер.
Выпуски год, номер (число-месяц):
- 1906, № 1 (15-X) — № 5 (15-XII);
- 1907, № 1 (5-I) — № 52 (29-XII)[2].